# Спишски-Штьявник
Спишски-Штьявник (словац. Spišský Štiavnik) — село и одноимённая община в районе Попрад Прешовского края Словакии. В письменных источниках начинает упоминаться с 1246 года.

## География
Село расположено в западной части края, на берегах реки Горнад, при автодороге 3069. Абсолютная высота — 569 метров над уровнем моря. Площадь муниципалитета составляет 18,24 км².

## Население
По данным последней официальной переписи 2021 года, численность населения Спишски-Штьявника составляла 2698 человек.
Динамика численности населения общины по годам:
| Год:                | 1994 | 2004     | 2014     | 2024    |
| ------------------- | ---- | -------- | -------- | ------- |
| Количество человек: | 1863 | 2142     | 2756     | 2826    |
| Разница:            |      | +14,97 % | +28,66 % | +2,53 % |

Национальный состав населения (по данным переписи населения 2011 года):
| Национальность | Численность, человек |
| -------------- | -------------------- |
| словаки        | 2284                 |
| цыгане         | 59                   |
| чехи           | 4                    |
| поляки         | 1                    |
| не указана     | 300                  |
| всего          | 2648                 |

По данным переписи 2021 года, в конфессиональном составе населения преобладали католики (90,7 %) и греко-католики (0,9 %). 6,8 % населения деревни составляли атеисты.